# Asticta lubrica
Asticta lubrica là một loài bướm đêm trong họ Erebidae.